# サービスエリア
サービスエリアとは、日本の高速道路などの道路休憩施設の一種。「SA」と略記される。設置間隔はおおむね50kmおき（北海道はおおむね80kmおき）に設置される。なお、イギリスやアイルランドでも高速道路上の類似の休憩施設をMotorway service areaと呼んでいる。

## 日本のサービスエリア

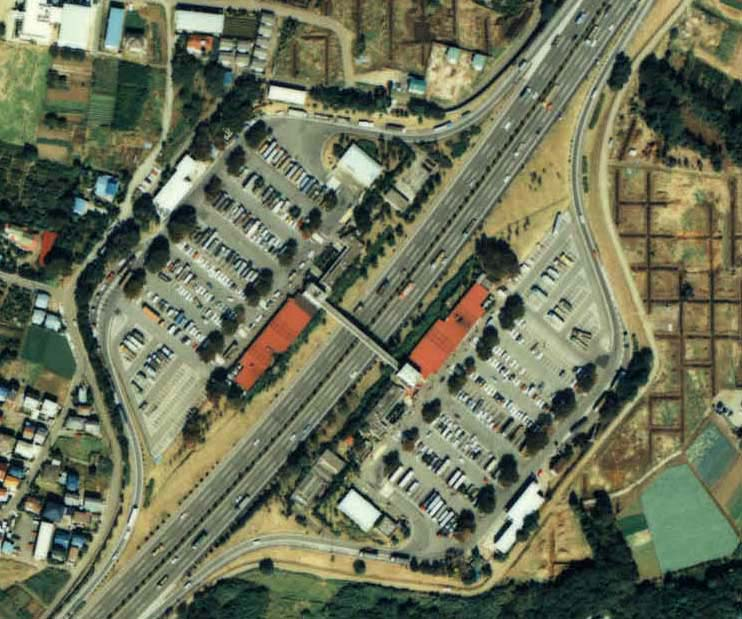
海老名SA航空写真（1988年度撮影）。

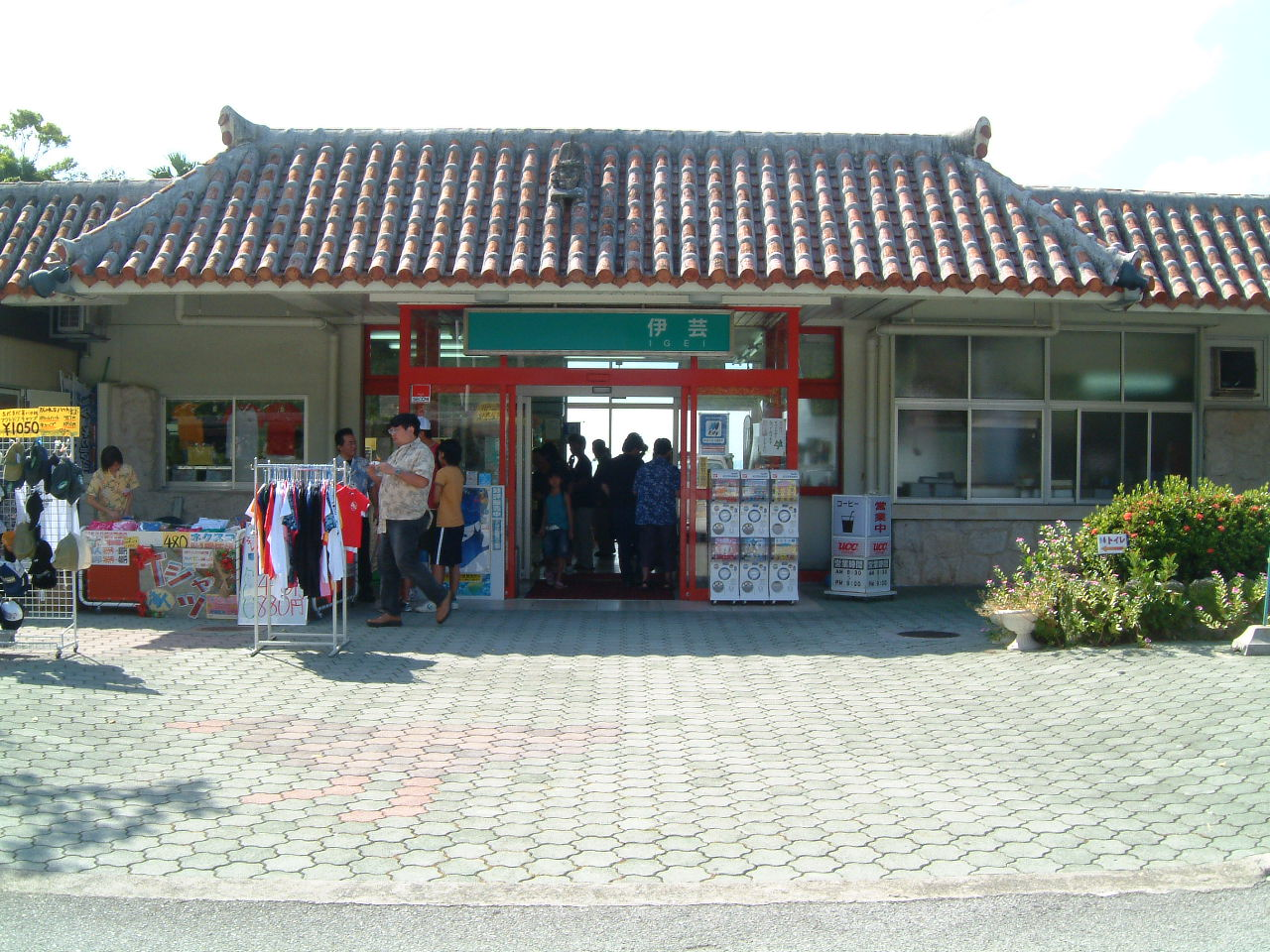
伊芸SA（沖縄県国頭郡金武町）

高速道路などでは、一般道路のように一時停車することができないことから、連続運転で疲労した利用者（運転手）に休憩やサービスを提供するために、基本的に50〜150km間隔（平均約60km間隔）で設けられる施設で、一般にパーキングエリア（PA）よりも規模が大きい。休憩・食事・自動車の給油・整備点検が主なサービス提供の中心で、一般に駐車場・トイレ・無料休憩所・緑地・遊具施設のほか、レストラン・売店・情報コーナー・ハイウェイスタンプ・ガソリンスタンドなどが設けられるのが普通である。各地のSAごとにその施設態様はさまざまで、ドッグラン・コインシャワー・コインランドリー・ファックスサービス、中には入浴施設・宿泊施設・ヘリポートなどが設けられている所もある。2000年代ごろからは、マクドナルド・スターバックスなどチェーン店を導入したり、売店の代わりにコンビニエンスストアやドラッグストアを導入するSAがある。
レストランとスナック（軽食）コーナーを統合してフードコートスタイルにしているSAも多い。パーキングエリア（PA）よりも規模が大きいことが普通だが、PAによってはSA並の規模をもつところもある。
なお、東京都・京都府・長崎県にSAは存在しない。また、山形県・鳥取県・島根県にNEXCOが運営するSAは存在しない。
さらには、鳥取県・島根県・高知県・宮崎県・鹿児島県および沖縄県に終夜営業店（ショッピングコーナーやフードコートなど）を備えたSAは存在しない。

### 管理会社
- 東日本高速道路（NEXCO東日本）の高速道路のSA：株式会社ネクスコ東日本エリアトラクト
- 中日本高速道路（NEXCO中日本）の高速道路のSA：中日本エクシス株式会社
- 西日本高速道路（NEXCO西日本）の高速道路のSA：西日本高速道路サービス・ホールディングス株式会社

### 道路サービス施設

#### 設置と運営

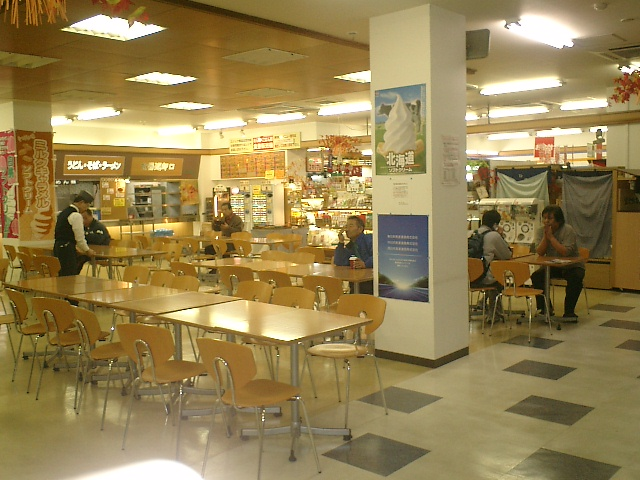
奈良県・香芝サービスエリア（西名阪自動車道）

本節ではSA・PAに共通する道路サービス施設について記述する。
SA・PAは道路の一部として道路管理者により開設され、まず道路管理者が駐車場やトイレなどを設置する。そして各休憩所・給油所および自動車修理所（これらは道路サービス施設と総称される）を運営する事業者（後述）が、個々の判断により、占用料または連結料を負担して設置・運営する。したがって、駐車場やトイレなどは道路管理者が直接管理し、事業者はSAそのものではなく個々の道路サービス施設を運営しているというのが正しい。このためトイレは、道路サービス施設とは独立して設置されている。
このような形式をとるために、道路サービス施設の設置態様は多様である。例えば豊栄SA（新潟県）はSAでありながら、駐車場とトイレ以外には道路サービス施設は設置されていない。一方、新井PA（新潟県）のように、PA内には駐車場しかなく、道路サービス施設を設置するかわりに道の駅などへの連絡路を設置設けるケースもある。

#### 事業者
かつては、1967年（昭和42年）の建設省道路局長通達に従い、高速道路の道路サービス施設は一括して同一の占用主体に占用を認め、たとえば日本道路公団の路線では、初期に開設された大津SAの全施設と名神高速道路上の給油所（8か所）が公団直轄だった点を除くと、一般有料道路上のものを含め、すべて財団法人道路施設協会（1965年5月27日設立）が独占して設置、施設営業やテナント契約を一手に引き受けていた。なお、ほかの道路関係公団においては以下の通り。
- 首都高速道路公団 - 財団法人首都高速道路協会（1967年1月10日設立）
- 阪神高速道路公団 - 財団法人阪神高速道路協会（1965年4月1日設立、大阪府）、財団法人阪神高速道路利用協会（1968年6月12日設立、兵庫県）
- 本州四国連絡橋公団 - 財団法人本州四国連絡橋道路管理協会

猪瀬直樹ら一部の評論家や研究者やジャーナリストによって、次第に事業独占の弊害が強く指摘・批判されるようになった。その最初期の対応策として、1997年（平成9年）10月28日の建設省道路局長通達により、いわゆる第三セクター企業による占用が可能となった。続いて12月26日には、道路施設協会を分割し、当該事業への民間企業および地方公共団体の新規参入も促進するとの閣議決定がなされ、同協会は財団法人道路サービス機構（J-SaPa、旧法人格を承継）と財団法人ハイウェイ交流センター（HELLO SQUARE、1998年7月1日設立）に分割された。
2005年（平成17年）の公団民営化では、設立された各道路会社が道路サービス施設の事業と資産を引き継ぐことが決定された。その方針に従って、公団民営化3か月後の2006年1月1日付で、旧阪神高速道路公団の路線における道路サービス施設（阪神高速道路協会と阪神高速道路利用協会が管理）が阪神高速道路会社系列の管理会社（阪神高速サービス）に、公団民営化半年後の2006年4月1日付で、旧日本道路公団の路線における道路サービス施設（道路サービス機構とハイウェイ交流センターが管理）・旧本州四国連絡橋公団の路線における道路サービス施設（本州四国連絡橋道路管理協会が管理）・旧首都高速道路公団の路線における道路サービス施設（首都高速道路協会が管理）が、地域ごとに各高速道路会社系列の管理会社（ネクセリア東日本（後にネクスコ東日本エリアトラクトに社名変更）・中日本エクシス・西日本高速道路サービス・ホールディングス・JBハイウェイサービス・首都高速道路サービス）にそれぞれ承継された。なお、道路会社に引き継がれなかったJ-SaPaとハロースクエアが持っていた一般道路分のサービスエリアとパーキングエリアは、財団法人高速道路交流推進財団（旧・J-SaPa）に承継された。

### 法令上の位置付け

#### 道路法
道路法により道路管理者の占用許可が必要となる施設として、法施行令は以下の施設を掲げている（抄）。
1. 高速自動車国道又は自動車専用道路に設ける休憩所、給油所及び自動車修理所
2. 高速自動車国道又は自動車専用道路の連結路附属地（インターチェンジの敷地）に設ける食事施設、購買施設その他これらに類する施設

これまでSAなどの敷地は全域が道路区域に含まれていたため、エリア内の道路サービス施設はいずれもこの法令に従い設置されていた。公団の資産たる道路区域の上に、事業者の資産たる道路サービス施設が占用許可にもとづき設置されていたわけである。

#### 公団民営化にともなう権利関係の変動
公団民営化に際し、J-SaPaやHELLO SQUAREなどの財団法人が所有する休憩施設等の資産は敷地と一体で各道路会社が承継し、機構は所有しないものとされた。従来の事業者である各財団法人は、事業と資産を道路会社に譲渡し、解散することになった。
このスキームに沿って、当該道路サービス施設の敷地は道路区域から外され、土地建物一体で道路会社に帰属することとなった。これは、道路法の縛りから外れ、しかも機構とは無関係に事業展開できるようになることを意味する。一方、残りの敷地やトイレなどは道路区域として機構に承継されている。あわせて改正された各法令では、道路サービス施設をこれまでの「道路を占用して設置できる施設」としての位置づけに加え、「道路に連結できる施設」としての位置づけも想定した整備がなされた。
高架下のPA（例：近畿自動車道東大阪PA）など、一部は道路区域のまま存置するものも存在する。また、第三セクターなど、ほかの団体が占用主体となっているいくつかのSA・PA（例：伊勢湾岸自動車道刈谷PA（愛知県））は、敷地を道路区域として機構が所有する従前のスタイルで運営されるものとみられる。

### 特徴的なサービス内容

#### インフォメーションコーナー
サービスエリアの大半およびごく一部のパーキングエリアではインフォメーションコーナーと呼ばれる案内所を設けている。インフォメーションコーナーがない施設でも、場合によっては情報端末による情報案内がある場合もある。なお、中日本高速道路管内では「サービスエリアコンシェルジュ」という名称を使っている。
ここではインターチェンジ間の料金案内や交通情報・地域情報・ベビールームの貸し出し、無償による飲料水やお茶の提供などを行っている。
記念スタンプもあり、置いてある台紙に自由に押して立ち寄った記念にすることができる。「サービスエリアパーキングエリアスタンプ」と呼ばれている。
NEXCO東日本・中日本・西日本のインフォメーションコーナーおよび、サービスエリアコンシェルジュではハイウェイメディカルコールというサービスが実施されている。高速道路使用中の病気やけがの応急手当方法などの医療相談に対応する専用の電話が設置されている。

#### エリアガイド（地図）
道路施設協会当時は、該当する高速道路周辺の地図とサービスエリア・パーキングエリアに関する案内を記載したエリアガイド、折りたたまれた地図（折図）を配布していた。その後の2005年の道路サービス機構・ハイウェイ交流センター移行後も配布は継続するも、各高速道路会社ごとに地図の配布事情は異なる。
東日本高速道路は、折図を廃止。2006年4月より、KADOKAWAとタイアップして、「ハイウェイウォーカー」を発行。
中日本高速道路は、サービスエリアガイドとして、折図を継続。あわせて情報誌高速家族を配布。
西日本高速道路は、高速道路ガイドマップとして、折図を継続。あわせて情報誌遊・悠・Westを配布。
中日本エクシスから、全国の高速道路地図を掲載している「全国版高速道路地図」（300円）が全国のサービスエリアコンシェルジュおよびインフォメーションコーナーで販売されていた。

#### 宿泊施設
東名高速道路足柄SA上り線・名神高速道路多賀SA下り線・関門自動車道壇之浦PA下り線・東北自動車道佐野SA上り線・山陽自動車道宮島SA上り線・徳島自動車道吉野川SAハイウェイオアシスには、それぞれ「レストイン足柄」・「レストイン多賀」・「ファミリーロッジ旅籠屋 壇之浦PA店」・「E-NEXCO LODGE 佐野SA店（ファミリーロッジ旅籠屋・佐野SA店）」・「ファミリーロッジ旅籠屋 宮島SA店」・「ファミリーロッジ旅籠屋 吉野川SA店」という名のハイウェイホテル（宿泊施設）が設置されている。詳細は各SA・PAの項目を参照。

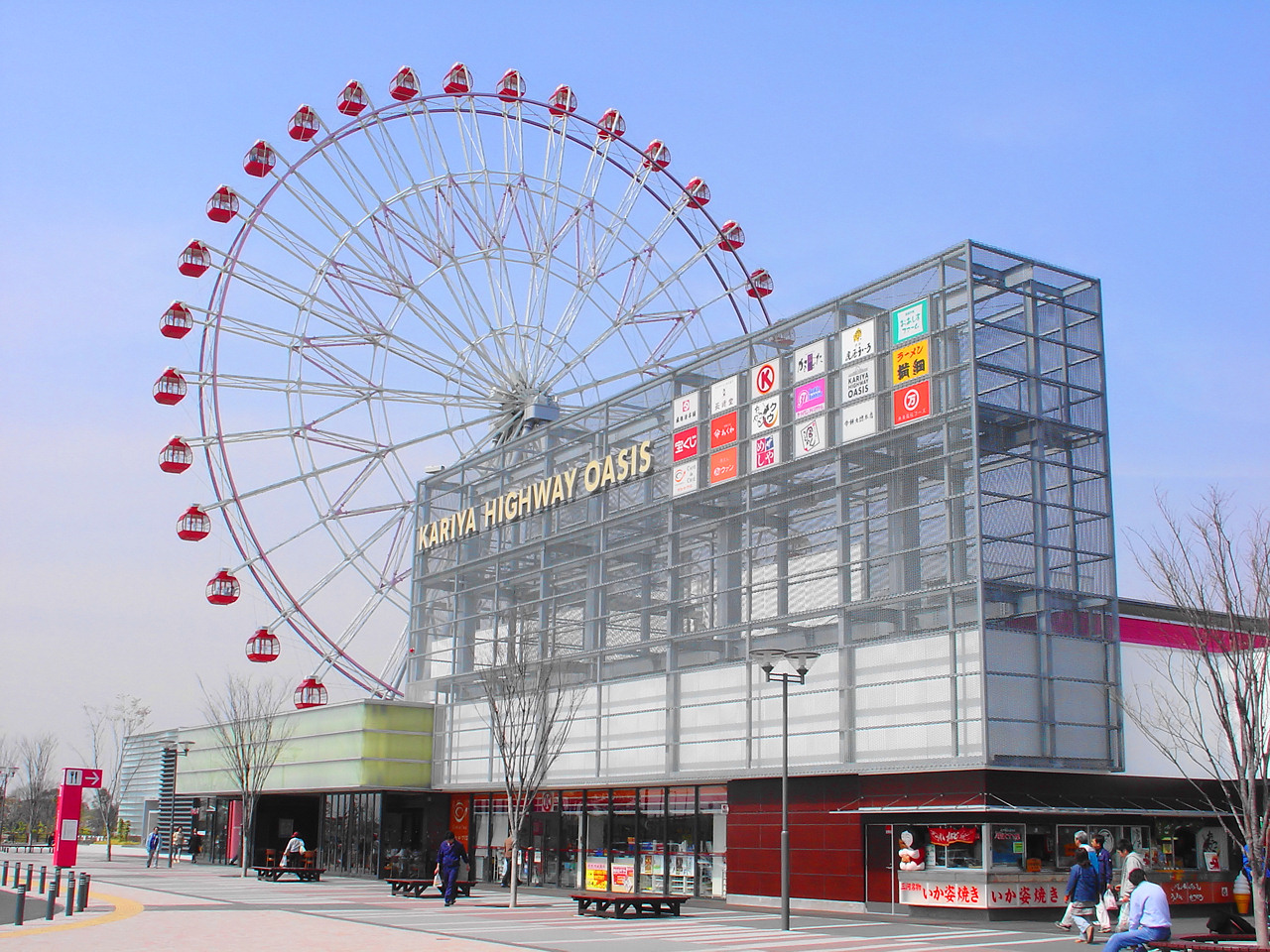
刈谷ハイウェイオアシスには観覧車やスーパー銭湯も設置されており、刈谷PAの利用者も利用できる

#### 給油所（ガソリンスタンド）
高速道路外のガソリンスタンドとは異なる、独自の価格決定方法を持っている。一部のエリアにはセルフ式のスタンドも存在する。2000年以降に新規開設されたガソリンスタンドはセルフ式となっていることが多い。なお、高速道路のガソリンスタンドでは、基本的に3油種（レギュラーガソリン、ハイオクガソリン、軽油のみを取り扱い、灯油の取り扱いはない。
- セルフ式ガソリンスタンドを設置するエリア

南相馬鹿島SA上下線（常磐道）・ひるがの高原SA上下線（東海北陸道）・美濃加茂SA上下線（東海環状道）・土山SA上下線（新名神高速）・淡路SA上下線（神戸淡路鳴門道）・三木SA下り線（山陽道）・市原SA下り線（館山道）・高梁SA上下線（岡山道）・七塚原SA上り線（中国道）・美東SA上下線（中国道）・広川SA上り線（九州道）・北熊本SA上下線（九州道）・山江SA下り線（九州道）・山田SA上下線（大分道）・川登SA上り線（長崎道）・霧島SA上下線（宮崎道）
- 無印スタンドを設置していたエリア

鶴巣PA上り線（東北道）・岩手山SA上り線（東北道）・寒河江SA上下線（山形道）・高梁SA下り線（岡山道）
なお、新東名高速に設置されているガソリンスタンドは、大型車有人、普通車セルフとなっている。

#### ハイウェイオアシス
一部SA・PAには、高速道路外の都市公園・地域振興施設としてハイウェイオアシスがエリアに隣接して設置されている。高速道路の料金所を出ることなく、エリアに隣接する高速道路外の公園・レクリエーション施設を利用できる。道の駅に指定されているハイウェイオアシスもある。

#### 特殊な形態を持つSAの例
- インターチェンジ併設型SA（スマートインターチェンジを除く）

東部湯の丸SA（上信越道）・大津SA（名神高速）・越後川口SA（関越道）・淡路SA（神戸淡路鳴門道）・龍野西SA（山陽道）・広川SA（九州道）など
片方向のみインターチェンジ併設型として塩沢石打SA（関越道）・米山SA（北陸道）など
- 上下線共用型SA

錦秋湖SA（秋田道）・寒河江SA（山形道）・城端SA（東海北陸道）・美濃加茂SA（東海環状道）・浜名湖SA（東名高速）・土山SA（新名神高速）・姫路SA（姫路バイパス）・はわいSA（山陰道）・来島海峡SA（西瀬戸道（瀬戸内しまなみ海道））宝塚北SA(兵庫県)など

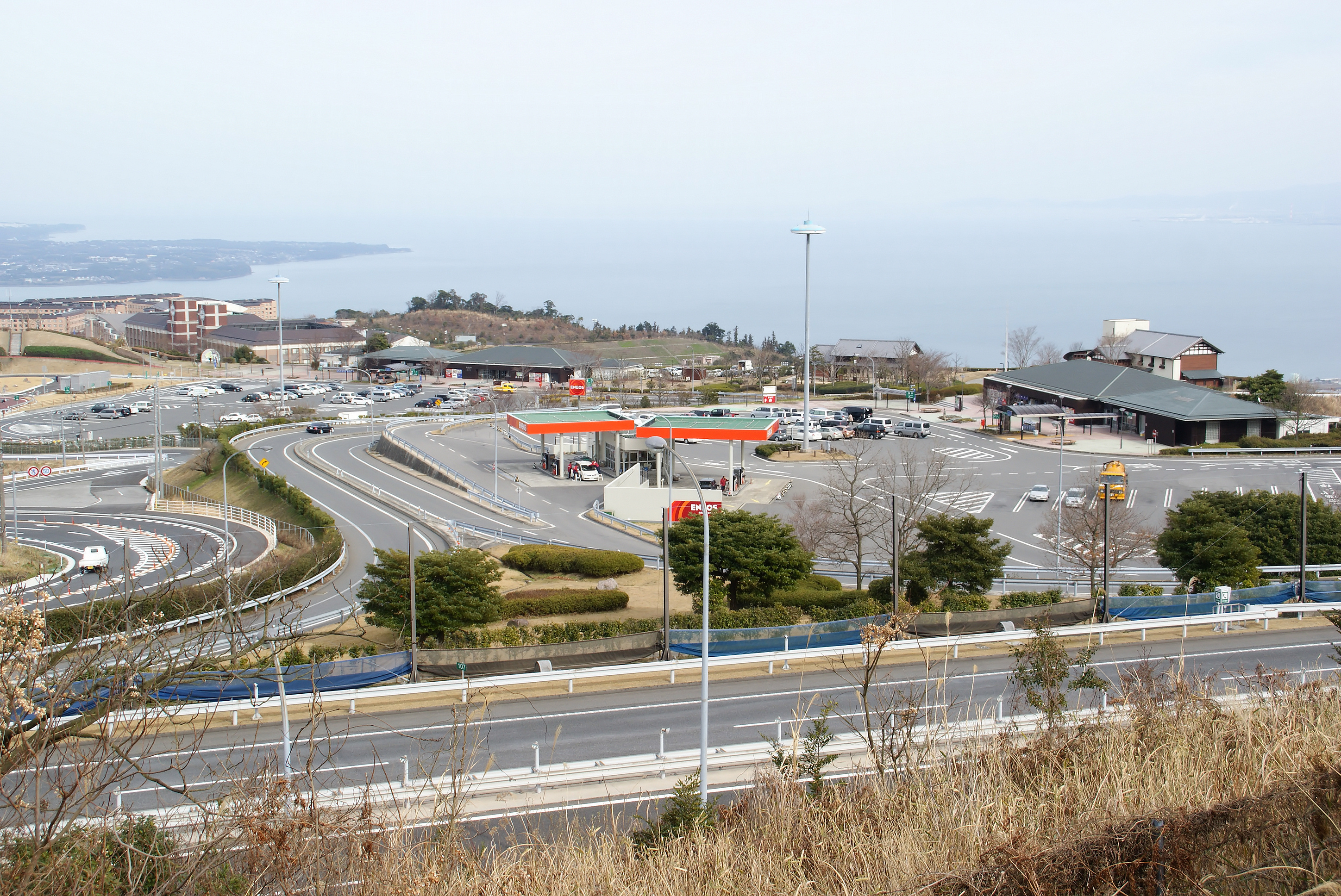
別府湾サービスエリア

- 連絡通路を利用し道路用地外に出ることなく上下線を行き来できる上下線施設利用可能なSA

佐野SA（東北道）・高坂SA（関越道）・双葉SA（中央道）・多賀SA・吹田SA（2箇所とも名神高速）・明石SA（第二神明道路）・淡路SA（神戸淡路鳴門道、ただし上下線の往来は車でのみ）・市川SA、朝来SA（播但道）・佐波川SA（山陽道）・佐方SA（西広島バイパス）・別府湾SA（東九州道）など
- バス停・ウェルカムゲート等を利用し道路用地外を経由し上下線を行き来できる上下線施設利用可能なSA

岩見沢SA・砂川SA（道央道）・花輪SA（東北道）・東部湯の丸SA（上信越道）・姨捨SA（長野道）・尼御前SA・名立谷浜SA（北陸道）・高松SA（能登有料道路）・富士川SA・牧之原SA・豊田上郷SA（3箇所とも東名高速）・西宮名塩SA・加西SA（午前7時 - 午後8時）・大佐SA・吉和SA（4箇所とも中国道）・宍道湖SA（山陰道）・福山SA・下松SA（2箇所とも山陽道）・津田の松原SA（高松道）・上板SA・吉野川SA（徳島道）・古賀SA（午前7時 - 午後10時）・広川SA・宮原SA・山江SA（4箇所とも九州道）・金立SA（長崎道）など
- 日帰り入浴施設のあるSA

足柄SA（東名高速）・諏訪湖SA（中央道）・多賀SA下り線（名神高速）など。なお、多賀SAは連絡路によって上り線からも利用できる。
- コインシャワーのあるSA

牧之原SA（東名高速）・小谷SA下り線・佐波川SA上り線（2つとも山陽道）など。なお小谷SA下り線と佐波川SA上り線は「シャワーステーション」として、コインシャワーのほか、コインランドリーやマッサージチェアのサービスが設置されている。なお、佐波川SAは連絡路によって下り線からも利用できる。
- コインランドリーのあるSA

足柄SA・牧之原SA（いずれも東名高速）・多賀SA下り線（名神高速）・小谷SA下り線（山陽道）など。
- レストランを併設しないSA
北海道内は全エリアにレストランの併設はない。

花輪SA（東北道）・ひるがの高原SA（東海北陸道）・吉和SA（中国道）・佐波川SA（山陽道）・高梁SA（岡山道）・吉野川SA（徳島道）など
ただし軽食を提供するスナックコーナーがレストランの代替となっているSA・PAも多い。
- 給油所を併設しないSA

姨捨SA（長野道）・高松SA（能登有料道路）・伊賀SA・高峰SA（2箇所とも名阪国道）・市川SA・朝来SA（2箇所とも播但道）・はわいSA（山陰道）・鴻ノ池SA（瀬戸中央道）・上板SA（徳島道）など（トイレのみのSAも含む）
民営化後に採算割れでガソリンスタンドが廃止された事例がある。100km以上にわたり給油所がない区間もあるため、高速道路上でのガス欠に注意が必要である。当初はNEXCO東日本管内での廃止が目立っていたが、のちにNEXCO西日本管内・国土交通省管内でも給油所の廃止が増えた。
例：花輪SA下り線・津軽SA（2つとも東北道）・西仙北SA（秋田道）・阿賀野川SA（磐越道）・塩沢石打SA（関越道）・妙高SA下り線（上信越道）・大津SA（草津PAに移転したため）（名神高速）・鴻ノ池SA下り線（瀬戸中央道）・吉和SA・鹿野SA（中国道）・佐方SA（西広島バイパス）・伊芸SA（沖縄道）。
また、NEXCO西日本管内では利用者低迷から、給油所が休止された事例がある。こちらは将来的な営業再開を前提としており、あくまでも廃止ではなく休業扱いとなっている。
現在では、 桜島SA下り線（九州道）・川登SA下り線（長崎道）の2か所である。また、以前休止されていた給油所でも、営業再開を実現した事例がある（例：高梁SA（岡山道）・山江SA下り線（九州道）・霧島SA（宮崎道）の3か所。高梁SAの下り線の給油所は2度の営業休止を経て再開している）。
- トイレ・売店のみのSA

樽前SA・岩見沢SA（2つとも道央道）・折爪SA（八戸道）・塩沢石打SA（関越道）・妙高SA（上信越道）・別所岳SA（能越道・能登有料道路）・印南SA（阪和道）・宍道湖SA（山陰道）・来島海峡SA（西瀬戸道（瀬戸内しまなみ海道））・南国SA下り線（高知道）・伊予灘SA（松山道）・玖珠SA（大分道）・山之口SA（宮崎道）など
- トイレ・自販機のみのSA

十勝平原SA（道東道）・八郎湖SA（秋田道）・豊栄SA（日本海東北道)・吉和SA(中国道)など
近くに未開通区間がある場合が多い。
トイレのみでもハイウェイオアシスを併設して施設を活用している事例もある。
中国道の吉和SAはかつては売店があったが、2022年3月31日をもって廃止され、有人だったSAが無人化された初の事例となった。
- 牛丼チェーンが出店しているSA

足柄SA下り（吉野家）・海老名SA下り（吉野家）・蓮田SA上り（吉野家）・佐波川SA下り（吉野家）・佐波川SA上り（吉野家）・津田の松原SA上り（すき家）・津田の松原SA下り（すき家）・西宮名塩SA上り（松屋）
- スターバックスコーヒーが出店しているSA

南条SA上り・友部SA上下・守谷SA上下・蓮田SA上り・横川SA上り・上里SA上下・談合坂SA上下・諏訪湖SA上り・恵那峡SA下り・海老名SA上り・足柄SA上下・富士川SA下り・浜名湖SA上下・岡崎SA上下・多賀SA上下・御在所SA上下・三木SA上下・小谷SA上り・宮島SA下り
- スターバックス以外のコーヒーチェーンが出店しているSA

横川SA下り（タリーズコーヒー）・豊田上郷SA上下（タリーズコーヒー）・養老SA下り（CAFE de CRIE）・駿河湾沼津SA（上島珈琲店）・静岡SA上り（タリーズコーヒー）・浜松SA（上島珈琲店）上下・諏訪湖SA下り（上島珈琲店）・小谷SA下り（ドトールコーヒー）
- インフォメーションコーナーを併設しないSA
北海道内は、輪厚PA以外のSA・PAはインフォメーションコーナーを持たないため、省略する。

阿武隈高原SA（磐越道）・伊賀SA上り線・高峰SA（2箇所とも名阪国道）・紀ノ川SA上り線（阪和道）・高梁SA（岡山道）・鴻ノ池SA（瀬戸中央道）・来島海峡SA（西瀬戸道（瀬戸内しまみな海道））・上板SA・吉野川SA（徳島道）・山田SA（大分道）など
民営化後にNEXCO東日本管内を中心にインフォメーションコーナーが廃止された事例がある。例 - 上河内SA・国見SA・紫波SA・岩手山SA・津軽SA上り線（東北道）・赤城高原SA（関越道）・東部湯の丸SA（上信越道）・姨捨SA（長野道）・米山SA・（北陸道）大佐SA ・七塚原SA・吉和SA・鹿野SA（中国道）など（トイレ・自販機のみのSAも含む）
- ハイウェイオアシスに接続するSA

砂川SA（道央道）・錦秋湖SA（秋田道）・寒河江SA（山形道）・城端SA（東海北陸道）・美濃加茂SA（東海環状道）・富士川SA上り線（東名高速）・淡路SA（神戸淡路鳴門道）・吉野川SA（徳島道）・石鎚山SA（松山道）・金立SA（長崎道）など
- 片車線のみにあるSA

関SA上り線・長良川SA下り線（2つとも東海北陸道）など

## 世界の道路休憩施設との比較

### アメリカ
アメリカなどではレストエリア（Rest Area）と呼称する道路休憩施設がある。アメリカは国土が広く高速道路網も整備されているがレストエリアはあまりない。また、アメリカのレストエリアはトイレや飲料の自動販売機などしかないところがほとんどである。アメリカでは高速道路は無料区間が多く、高速道路の各出口にはファーストフード店、ガソリンスタンド、ホテルなどの表示が設置されており、食事やトイレ、給油などが必要なときは表示を頼りにいったん高速道路を下りてから利用するのが一般的である。

### ドイツ
ドイツの道路休憩施設は、駐車だけのスペースのもの、お手洗いつきの駐車場、給油所のあるタンクシュテレ、さらにレストラン・売店・簡易宿泊施設などを併設するラストホーフなどと機能別に大きく4つに分かれる。